# Saujil
Saujil is een plaats in het Argentijnse bestuurlijke gebied Pomán in de provincie  Catamarca. De plaats telt 4.949 inwoners.

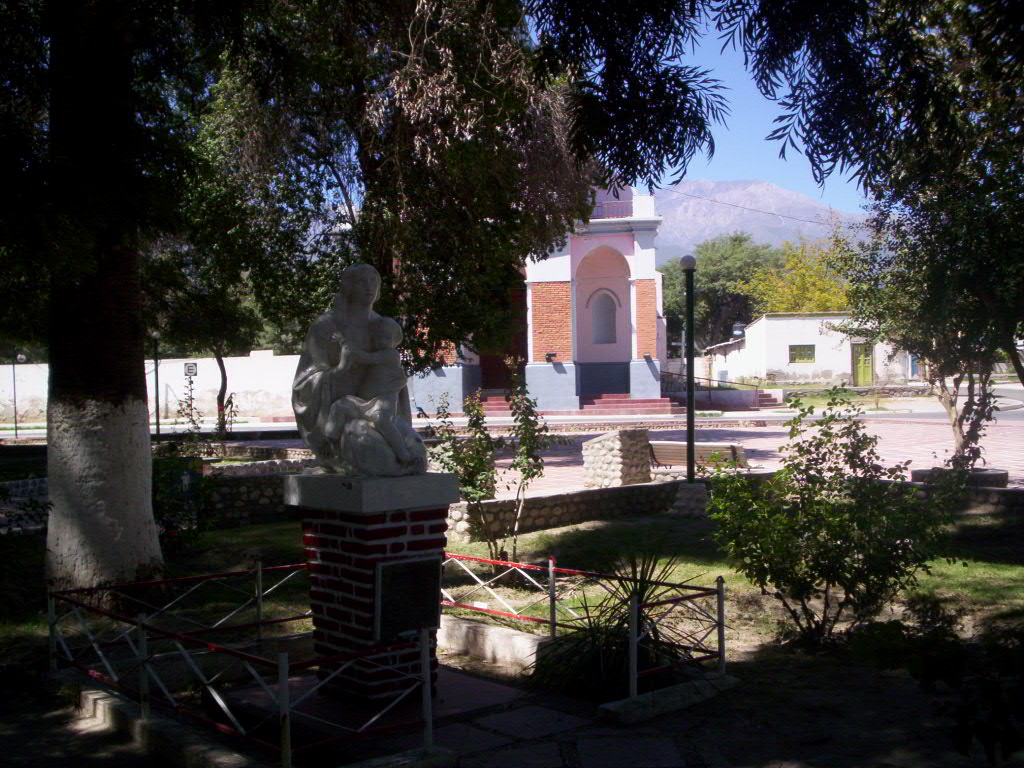
Centrum van Saujil